# The Masque (клуб)
The Masque (с англ. — «Маска») — небольшой панк-рок клуб в центре Голливуда, штат Калифорния, существовавший с 1977 по 1978 год. Прежде всего, известен как ключевое звено зарождающейся панк-рок сцены Лос-Анджелеса.

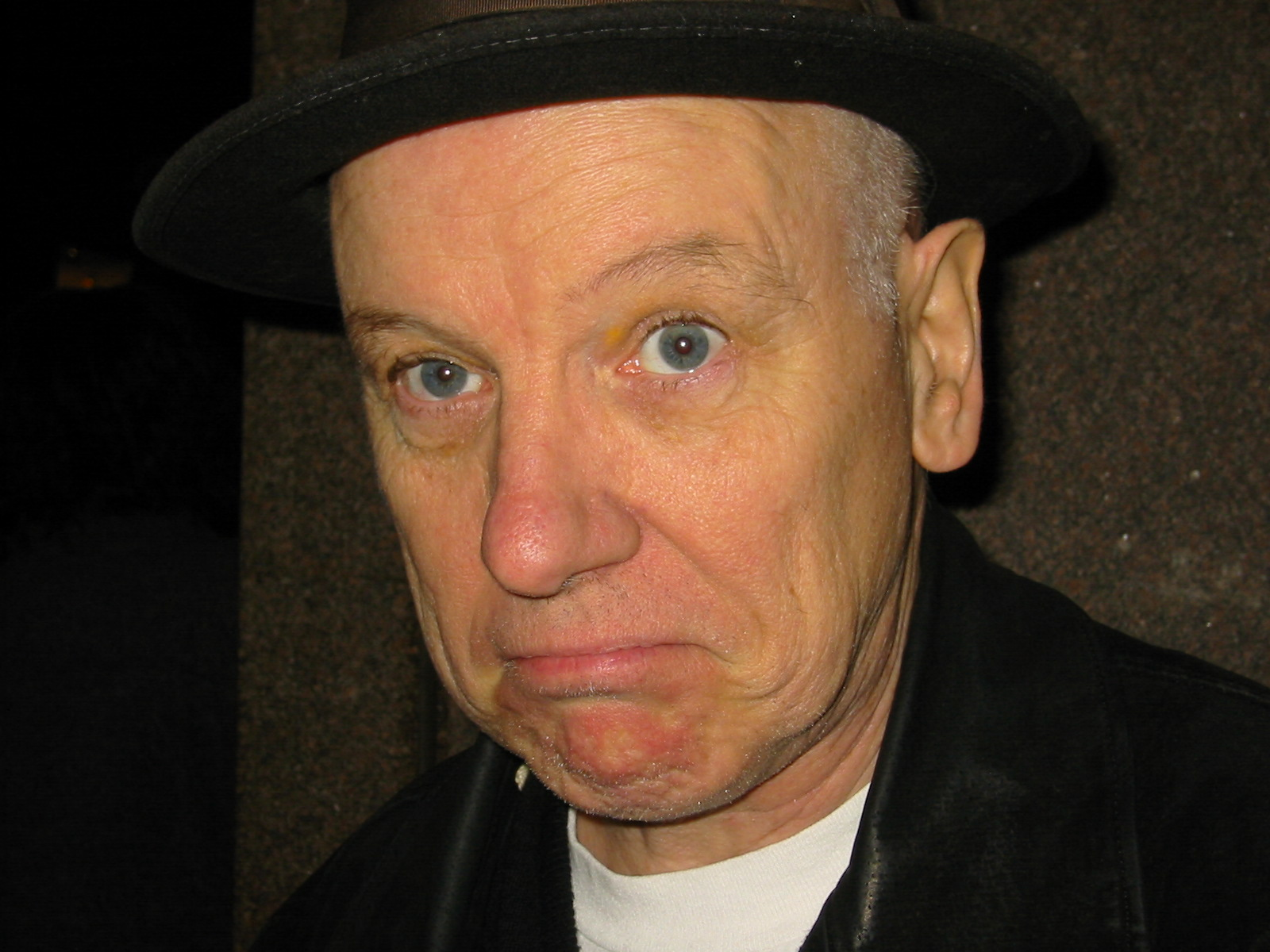
Основатель клуба The Masque Брендан Маллен в 2003 году

## История
The Masque был основан музыкальным промоутером британо-американского происхождения Бренданом Малленом 18 августа 1977 года в центре Голливуда, Калифорния, между Hollywood Boulevard и Selma Avenue. Клуб быстро набрал популярность среди представителей панк-субкультуры Лос-Анджелеса.
Многие группы Лос-Анджелеса, такие как the Dickies, X, The Germs, Bags, the Screamers, Black Randy and the Metrosquad, the Alley Cats, the Go-Go's, Suburban Lawns, the Mau-Mau's, The Weirdos, the Zeros, the Avengers, the Dils, the Skulls, the Controllers и The Smart Pills, часто там выступали. Также одна из ранних панк-рок групп Rhino 39, родом из Long Beach, California, часто выступали в The Masque.
Некоторые коллективы, в том числе the Motels, the Controllers, the Skulls, the Go-Go's, the Berlin Brats, the Smart Pills и Secrets, арендовали пространство в The Masque для репетиций.
По меньшей мере, выпущены две компиляционные записи живых выступлений в the Masque.
На обложках самых первых панк-рок фэнзинов, таких как Flipside и Slash,  изображена сцена клуба the Masque.
The Masque был закрыт представителями городской власти 14 января 1978 года.

## После закрытия
Маллен решил не останавливаться на достигнутом. Там же, в Голливуде, он открыл Other Masque (также известный как New Masque или Masque 2), где продолжил организовавывать мероприятия. Клуб просуществовал с декабря 1978 до весны 1979. В Other Masque выступали многие группы, включая the Dead Boys (при поддержке местных музыкантов, таких как Stiv Bators и Nickey Beat из группы Weirdos), the Cramps (после переезда из New York City), Wall of Voodoo, the Flyboys, the Mutants, Dead Kennedys, X, Germs и другие. Закрытие второго клуба привело к тому, что панк-рок коллективы были вынуждены перебраться в клубы на Sunset Strip (например, Whisky a Go Go или Gazzari's). Эта смена места проведения концертов способствовала постепенному исчезновению панк-сцены Лос-Анджелеса начала 1980-х годов.
После закрытия второго клуба, Маллен открыл Club Lingerie, который просуществовал вплоть до 1991 года.
В видеоклипе "Perfect" группы the Smashing Pumpkins, снятом в 1998 году, заснят клуб The Masque и специфичные граффити на его стенах.
Здание было отреставрировано в 2001 году. Несмотря на то, что большинство стен было снесено, оставшиеся стены, стоящие в основании здания, сохранили на себе граффити того времени. Теперь здесь находится архив продюсерской компании World of Wonder.
Маллен умер от инсульта 12 октября 2009 года. Фли, басист группы Red Hot Chili Peppers, написал статью, посвящённую смерти Маллена и воспоминаниях о клубе. Статья была опубликована в октябре 2009 года в газете Los Angeles Times. Брендан Маллен был первым музыкальным промоутером, который дал старт Red Hot Chili Peppers в 1983 году в клубе Club Lingerie. Помимо этого, группа посвятила Брендану Маллену песню "Brendan's Death Song", вошедшую в альбом I'm with You.
Все, что осталось от клуба the Masque, было снято в 2015 году и представлено в документальном фильме "Who Is Billy Bones?". В фильме также содержатся старые интервью Брендана Маллена, где он рассуждает об образовании группы The Skulls.

## Внешние ссылки
- TLC (April 9, 2008). "Masque". The Go-Go's Notebook.
- Yampolsky, Michael (1997). "Inside the Masque 1997" (photo gallery). TranceWorks.